# Liste der Mitglieder des liechtensteinischen Landtags (1914)
Diese Liste führt die Mitglieder des Landtags des Fürstentums Liechtenstein auf, der aus den Landtagswahlen am 30. September 1914 hervorging. Die vom Volk zwischen dem 9. und 14. September 1914 gewählten Wahlmänner trafen sich zum letzten Mal, um den Landtag zu wählen. Bei der nächsten Landtagswahl 1918 wurde zum ersten Mal direkt ohne Wahlmänner gewählt. Im Wahlkreis Oberland wurden sieben Abgeordnete gewählt, im Wahlkreis Unterland wurden fünf gewählt. Außerdem wurden drei Abgeordnete am 20. Oktober 1914 vom Landesfürsten Johann II. ernannt.
Um in den Landtag gewählt zu werden, benötigte man in den ersten beiden Wahlgängen die absolute Mehrheit aller anwesenden Wahlmänner. Konnten bis dahin immer noch nicht genügend Abgeordnete gewählt werden, reichte im dritten Wahlgang die relative Mehrheit.

## Anzahl der Wahlmänner
Nach der Liechtensteinischen Verfassung wurde der Landtag nicht direkt, sondern mittels Wahlmännern gewählt. Zwischen dem 9. und 14. September 1914 fanden die Wahlen in den Schulhäusern aller Gemeinden statt. Die Anzahl der Wahlmänner, die eine Gemeinde stellte, richtete sich nach der Anzahl der Einwohner der Gemeinde. Für 100 Einwohner stellte sie zwei Wahlmänner, wobei die Einwohnerzahl auf volle 100 kaufmännisch gerundet wurde. Für die Landtagswahl 1914 stellten die elf Gemeinden folgende Wahlmänner:
| Gemeinde     | Wahlmänner |
| ------------ | ---------- |
| Balzers      | 30         |
| Eschen       | 20         |
| Gamprin      | 8          |
| Mauren       | 24         |
| Planken      | 2          |
| Ruggell      | 14         |
| Schaan       | 26         |
| Schellenberg | 10         |
| Triesen      | 26         |
| Triesenberg  | 28         |
| Vaduz        | 28         |
| Gesamt       | 216        |

## Liste der Mitglieder
Die Wahlmänner des Wahlkreises Oberland trafen sich am 30. September 1914 im Niggschen Gasthaus in Vaduz, heute das Hotel Schlössle, um die Wahl der Abgeordneten durchzuführen. Die Wahlmänner aus Unterland trafen sich dagegen zwei Tage später, am 2. Oktober 1914 im Schulhaus in Mauren. Seit 1877 galt dabei, dass die Wahl auf jeden Fall zur angekündigten Uhrzeit begonnen werden sollte, auch wenn nicht alle Wahlmänner anwesend waren. Daher waren von den 140 aus dem Wahlkreis Oberland gewählten Wahlmännern nur 137 anwesend und von den 76 Unterland-Wahlmännern alle bis auf einen.
| Name               | Wahlkreis | Bemerkungen                                                                                  |
| ------------------ | --------- | -------------------------------------------------------------------------------------------- |
| Emil Batliner      | Unterland | Erster Wahlgang                                                                              |
| Franz Josef Beck   | Oberland  | Zweiter Wahlgang; schied 1917 aus gesundheitlichen Gründen aus, es rückte Josef Gassner nach |
| Wilhelm Beck       | Oberland  | Erster Wahlgang                                                                              |
| Josef Brunhart     | Oberland  | Erster Wahlgang; verstarb im Dezember 1914, es rückte Wendelin Kindle nach                   |
| Alfons Feger       | Ernennung |                                                                                              |
| Josef Gassner      | Oberland  | Gassner rückte 1917 für Franz Josef Beck nach                                                |
| Johann Hasler      | Unterland | Dritter Wahlgang                                                                             |
| Franz Josef Hoop   | Unterland | Dritter Wahlgang                                                                             |
| Lorenz Kind        | Ernennung |                                                                                              |
| Wendelin Kindle    | Oberland  | Kindle rückte im Dezember 1914 für Josef Brunhart nach                                       |
| Franz Josef Marxer | Unterland | Erster Wahlgang                                                                              |
| Meinrad Ospelt     | Ernennung |                                                                                              |
| Egon Rheinberger   | Oberland  | Erster Wahlgang                                                                              |
| Albert Schädler    | Oberland  | Erster Wahlgang                                                                              |
| Josef Sprenger     | Oberland  | Zweiter Wahlgang                                                                             |
| Johann Wohlwend    | Unterland | Erster Wahlgang                                                                              |
| Albert Wolfinger   | Oberland  | Erster Wahlgang                                                                              |

## Liste der Stellvertreter
Nach den Abgeordneten wurden deren Stellvertreter gewählt. Ebenfalls wurde hier in den ersten zwei Wahlgängen eine absolute Mehrheit und im dritten Wahlgang eine relative Mehrheit benötigt.
| Name              | Wahlkreis | Bemerkungen                                                              |
| ----------------- | --------- | ------------------------------------------------------------------------ |
| Heinrich Brunhart | Oberland  | Dritter Wahlgang                                                         |
| Peter Büchel      | Unterland | Erster Wahlgang                                                          |
| Josef Gassner     | Oberland  | Dritter Wahlgang; Gassner rückte 1917 für Franz Josef Beck nach          |
| Josef Hasler      | Unterland | Erster Wahlgang                                                          |
| Josef Hilti       | Oberland  | Erster Wahlgang                                                          |
| Wendelin Kindle   | Oberland  | Dritter Wahlgang; Kindle rückte im Dezember 1914 für Josef Brunhart nach |
| Adolf Real        | Oberland  | Erster Wahlgang                                                          |